# Mark Lockheart

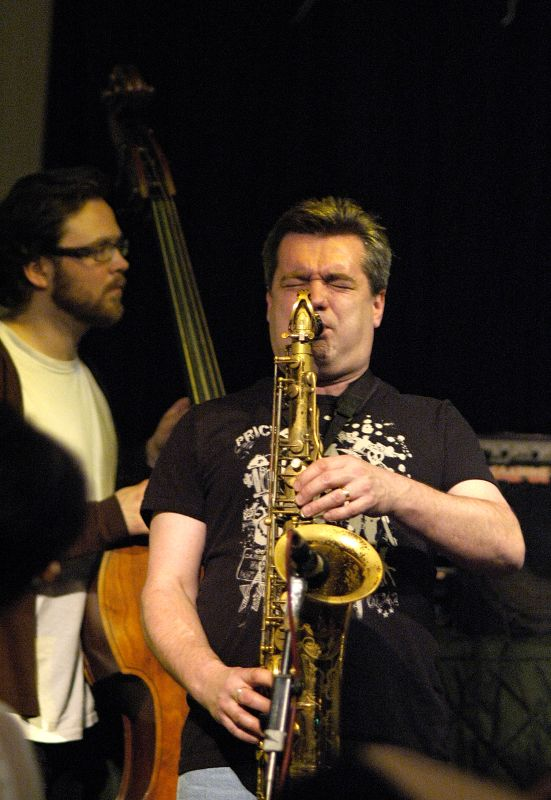
Mark Lockhaert

Mark Lockheart (Lymington, 1961) is een Britse jazzklarinettist, -saxofonist en pianist.
Lockheart was in de jaren tachtig lid van de bigband Loose Tubes, speelde bij Billy Jenkins en bij Django Bates (Summer Fruits (and Unrest)). Van 1987 tot 1991 had hij een trio met Sreve Berry en Peter Fairclough. Vanaf het begin van de jaren negentig maakte hij deel uit van de groep Perfect Houseplants met Dudley Phillips en Martin France. In 1994 speelde hij in de bigband van Gail Thompson, in 1995 was hij lid van de band van bassist Geoff Gascoyne (Voices of Spring) en speelde hij met de bigband van Graham Collier op tijdens het London Jazz Festival (Charles River Fragments). In 1997 speelde hij bij Huw Warren, in 1998 bij Roger Beaujolais en in 1999 bij John Parricelli. Hij maakte deel uit van de groep Polar Bear (Held on the Tips of Fingers, 2005). In 2005 nam Lockheart zijn eerste album onder eigen naam op, Moving Air.
Lockheart componeerde voor tv-projecten van de BBC en voor Michael Gibbs, tevens werkte hij met bands als Radiohead, Prefab Sprout en Stereolab. Hij geeft les aan Trinity College of Music in London en aan Middlesex University.

## Discografie
Perfect Houseplants
- Clec (EFZ, 1994)
- Snap Clatter (Linn Records, 1996)
- New Folk Songs (Linn, 2000)

Albums onder eigen naam
- Moving Air (Basho, 2005) met John Parricelli, Dudley Phillips, Martin France
- Dreamers (Edition Records, 2022)